# HEC Lausanne
HEC Lausanne (Escuela de Altos Estudios Comerciales o Faculté des hautes études commerciales en francés), es la escuela de negocios afiliada a la Universidad de Lausana. La UNIL ofrece diferentes carreras, las cuales están integradas al Sistema de Bolonia: entre ellas: dos programas de Bachiller en Ciencias, seis Másteres en Ciencias y una variedad de programas de MBA y posdoctorado.

## Historia

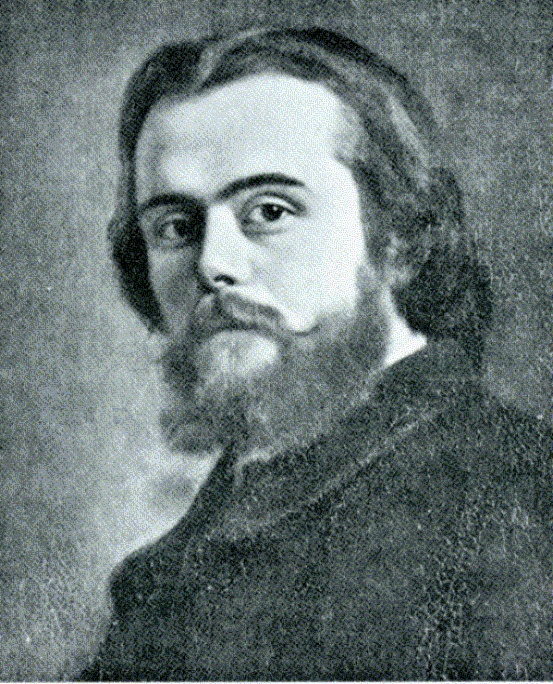
Léon Walras

En 1890, la Academia de Lausana adquirió el estatus de Universidad y comenzó a enseñar economía dentro de la Facultad de Leyes. Este periodo fue fuertemente influenciado por Léon Walras (1834-1910), fundador de la Escuela de Lausana y creador de la teoría equilibrio general. Época también de Vilfredo Pareto (1848-1923), autor famoso del concepto de la eficiencia de Pareto. 
La "École des Hautes Études Commerciales" (HEC) fue fundada por Léon Morf y Georges Paillard dentro de la Facultad de Leyes el 15 de abril de 1911. En este año la escuela dio la bienvenida a sus primeros 12 estudiantes. Léon Morf, profesor de administración, contabilidad pública y matemáticas financieras fue el primer decano, luego del cual le seguiría, Georges Paillard.
Durante los siguientes años, profesores como Henri Rieben, fundador del primer departamento de la Integración Europea, François Schaller, Presidente del Concejo de Bancos del Banco Nacional Suizo continuarían con la reputación de la escuela desde 1986 hasta 1989.

## Programas

### Universidad

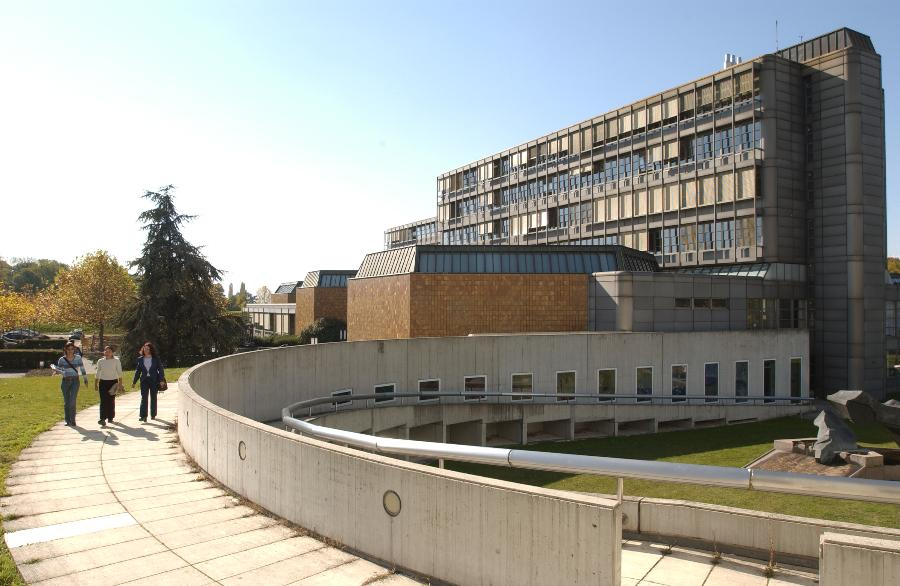
Internef, edificio principal de HEC Lausanne

El Programa de Bachiller HEC está conformado por tres módulos de tres años de carrera, los cuales pueden ser completados dentro de un plazo mínimo de tres años, sin contar posibles repeticiones dentro del primer o segundo año, o hasta un máximo de cinco años. 
A partir del ciclo de verano del segundo año, el plan de estudios está conformado por dos opciones de especialización, cada uno corresponde a una de las dos especializaciones sujetas a que la HEC otorgue el grado de Bachelor of Science (BSc) en:
- BSc en Administración
- BSc en Economía

### Programas de maestría
HEC Lausanne ofrece los siguientes grados en masters en ciencias (MSc):
- MSc en Control de Contabilidad y Finanzas
- MSc en Ciencias Actuariales
- MSc en Sistemas de Información
- MSc en Economía
- MSc en Finanzas
- MSc en Administración

### Programas de doctorado
HEC Lausanne ofrece los siguientes programas de doctorado (PhD):
- PhD en Ciencias Actuariales
- PhD en Sistemas de Información
- PhD en Economía
- PhD en Finanzas
- PhD en Administración
- PhD en Historia del Pensamiento Económico
- PhD en Administración Pública

### Executive Education - Educación continua

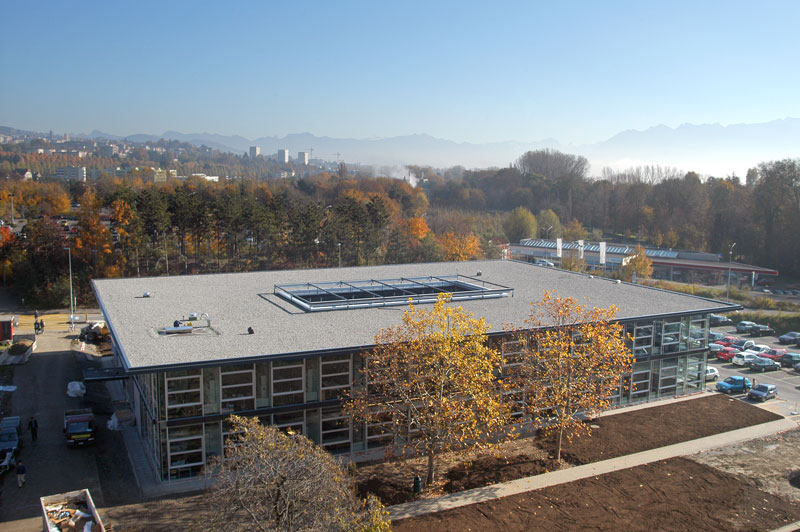
Extranef, edificio principal de la plataforma Executive Education

La Facultad de Ciencias Económicas y Empresariales HEC Lausanne también ofrece varios programas de educación continua:
Executive MBA
- Gestión y Finanzas Corporativas
- Gestión Sanitaria
- Gestión de la Tecnología - en colaboración con la EPFL

Executive Masters
- Fiscalidad Internacional - en colaboración con la Facultad de Derecho, de Ciencias Penales y Administración Pública
- Gestión de la Salud

Executive Certificados
- Marketing Estratégico y Comunicación (certificado CAS / diploma DAS)
- Finanzas y Contabilidad (certificado CAS)
- Gestión de la Salud (certificado CAS)

Programas de capacitación cortos - Cursos cortos entre 2 y 5 días en las siguientes áreas:
- Gestión y Liderazgo y Administración de Personal
- Marketing Estratégico y Comunicación
- Finanzas y Contabilidad

Programas personalizado - La plataforma Executive Education también ofrece a las empresas, organizaciones, asociaciones y otros grupos para crear y para adaptar una formación personalizada para sus necesidades.
Programas de afiliados
- Administración Deporte y Tecnología (master MAS) - en colaboración con la AISTS
- Hacer negocios en Asia (certificado CAS) - en colaboración con la EPFL
- Gestión Cultural (diploma DAS) - en colaboración con la FCUE

### Otros programas de posgrado
- MATIS : Certificación en Administración de Sistemas de Información y Tecnología de la Comunicación
- MASHEM : Master en estudios avanzados en Economía y Administración de la Salud
- MASPEP : Master en Economía y Política Farmacéutica

### El sistema de integración Bolonia
Desde 2005 HEC Lausanne ha formado parte del Proceso de Bolonia con el objetivo de ser parte de la Espacio Europeo de Educación Superior trabajando con los estándares académicos de grado y garantizando los más altos estándares de calidad comparables y compatibles con toda Europa.

## Programas de intercambio
Fiel a su vocación internacional, la facultad ha establecido en forma adicional a los acuerdos internacionales de la Universidad de Lausanne, una red de colaboraciones preferenciales con muchos asociados. Entre los acuerdos de facultades, el acuerdo de Sócrates-Erasmus, los acuerdos bilaterales y los programas de movilidad en Suiza, HEC Lausanne cuenta con más de 100 universidades asociadas.
Entre ellos :
- en EE. UU.: Universidad de Columbia, Texas A&M University, UCLA Anderson School of Management, University of Michigan Ann Arbor, Claremont Graduate University, ...
- en Canadá: HEC Montréal, McGill University, Universidad de la Columbia Británica, Richard Ivey School of Business, ...
- en Alemania: European Business School, Freie Universität Berlin, WHU-Otto Beisheim School of Management, Universidad de Mannheim, ...
- en India: Indian Institute of Management Bangalore
- en China: Universidad China de Hong Kong, Universidad de Hong Kong, Universidad de Pekín, ...
- en Suiza: Universidad de San Galo, ...
- en Italia: Università Commerciale Luigi Bocconi, ...

## Vida estudiantil

### Organizaciones estudiantiles
Las organizaciones estudiantiales son omnipresentes en HEC Lausanne y representan un apoyo real a la comunidad de estudiantes, ofreciendo diversas actividades las cuales los enlazan al ambiente universitario y les dan la oportunidad de adaptarse a los estudios. La organizaciones representadas en HEC Lausanne son:
- AIESEC
- Comité de Estudiantes HEC
- Finance Club
- HEC Espace Entreprise
- Junior Entreprise HEC
- oikos Lausanne
- PhDnet
- START Lausanne
- HEConomist
- Innovation Time
- SDE Semaine de l'entreuprenariat
- Wine Society

### Vida nocturna
Con una larga variedad de clubes y bares, Lausanne es reconocida como una de las mejores ciudades con mejor vida nocturna en el país. Casi cada semana, las organizaciones estudiantiles de la Universidad de Lausanne organizan fiestas en los clubes de la ciudad. 
Asimismo, cada año se organiza el famoso "Bal HEC", una fiesta usualmente organizada en el Lausanne Palace, hotel de cinco estrellas de la ciudad.

## Reputación
En 2007 el "QS TopMBA.com International Recruiter Survey" clasificó a HEC Lausanne entre las escuelas de negocios preferidas por los reclutadores internacionales:
- 3.ª en Suiza
- 21.ª en Europa

En el 2008, EDUNIVERSAL Official Selection clasificó a HEC Lausanne como la tercera escuela de negocios en Suiza, después de IMD (la primera escuela de negocios del mundo) y después de HEC St-Gallen (una diferencia de recomendación de 4,5%) y es considerada como "escuela top de negocios internacionalmente reconocida".

## Alumnos

### Alumnos notables
- Louis C. Camilleri, Director ejecutivo de Altria
- Jean-Claude Biver, Director ejecutivo de Hublot
- Goetschin Blaise, Director ejecutivo de BCGE (Banque Cantonale de Genève)
- Nicolas Campiche, Director ejecutivo de Pictet Alternative Investments
- Daniel Wanner, Director financiero de Pictet & Cie
- Luc Antoine Baehni, Director ejecutivo de CGN (Compagnie Générale de Navigation sur le lac Léman)
- Christian D. Wanner, Director ejecutivo de LeShop.ch
- Marc Dardenne, Director ejecutivo de Emaar Hospitality Group
- Patrick Gueudet, Director ejecutivo de Gueudet y Caballero de Legión de Honor
- Laurent Haug, Director ejecutivo y fundador de LIFT Conference
- Fabio Ronga, Director ejecutivo de conVetia
- Serge Reymond, Director ejecutivo de Naville
- Marie-Hélène Miauton, Director ejecutivo de M.I.S Trend
- André Kudelski, Director ejecutivo de Kudelski & Partners Management Consultants
- Aldo Magada, Director ejecutivo de Badollet y primer CEO de Reuge
- Etienne Jornod, Presidente de la Junta de Directores de Galenica
- Georges Muller, Presidente de la Junta de Directores de SGS (Société Générale de Surveillance)[3]
- Claude Béglé, Presidente de la Junta de Directores de La Poste Suisse
- Robin Cornelius, Presidente de la Junta de Directores de Switcher
- Andres Vassilis Andrekson (alias "Stress"), famoso cantante de rap suizo
- Roland Decorvet, Director ejecutivo de Nestlé Suiza
- Yves Manghardt, Director ejecutivo de Nestlé Sudáfrica
- Christiane Kuehne, Director Diputado de Nestlé
- Jacques de Watteville, Jefe de la Misión Suiza de la Comisión Europea
- Prof. Alfred Steinherr, Jefe Económico del Banco Europeo de Inversiones

## Decanos
- 2015-2018 : Jean-Philippe Bonardi
- 2012-2015 : Thomas von Ungern-Sternberg
- 2009-2012 : Daniel Oyon
- 2006-2009 : Suzanne de Treville
- 2004-2006 : François Grizel
- 2002-2004 : Alexander Bergmann
- 1990-2000 : Olivier Blanc
- 1986-1990 : Francis Léonard
- 1977-1986 : Charles Iffland
- 1961-1977 : Robert Grosjean
- 1936-1961 : Jules Chuard
- 1928-1936 : Adolphe Blaser
- 1925-1928 : Georges Paillard
- 1911-1925 : Léon Morf